# Qualificazioni al campionato mondiale di calcio 2010 - CAF - Seconda fase, gruppo 1

## Classifica
| Squadra    | P.ti | G | V | N | P | GF | GS | DR  |
| ---------- | ---- | - | - | - | - | -- | -- | --- |
| Camerun    | 16   | 6 | 5 | 1 | 0 | 14 | 2  | +12 |
| Capo Verde | 9    | 6 | 3 | 0 | 3 | 7  | 8  | -1  |
| Tanzania   | 8    | 6 | 2 | 2 | 2 | 9  | 6  | +3  |
| Mauritius  | 1    | 6 | 0 | 1 | 5 | 3  | 17 | -14 |

- Camerun qualificato alla fase finale.

## Risultati

### Primo turno
| Arbitro: | Kokou Djaoupe |

|                                                 |           |                               |
| R.Song 8’ · Eto'o 57’ · Atouba 18’ · A.Song 72’ | Marcatori | 15’ Nene · 72’ Fernando Neves |

| Arbitro: | Kenias Marange |

|                                         |           |                                                                          |
| Mrwanda 69’ · Shindika 24’ · Haroub 79’ | Marcatori | 39’ Marquette · 10’ Ragaven · 34’ Pauline · 78’ Bazerque · 59’ Marquette |

### Secondo turno
| Arbitro: | Abdellah El Achiri |

|                        |           |                                          |
| Babanco 73’ · Lito 11’ | Marcatori | 18’ Khalfan · 66’ Mrwanda · 77’ Shindika |

| Arbitro: | Jose Antonio De Sousa |

|               |           |                                                                  |
| Dawochand 77’ | Marcatori | 11’ Bikey · 27’ Eto'o · 87’ Bebey Mbangue · 46’ Webo · 52’ Eto'o |

### Terzo turno
| Arbitro: | Coffi Codjia |

|            |           |           |
| Maftah 18’ | Marcatori | 66’ Bikey |

| Arbitro: | Wellington Kaoma |

|                           |           |                                            |
| Bazerque 30’ · Gopaul 43’ | Marcatori | 43’ Dady · 12’ Gilberto Reis · 90’ Ernesto |

### Quarto turno
| Arbitro: | John Mendy |

|                                              |           |                                          |
| Eto'o 67’ · Eto'o 89’ · Mbia 12’ · Eto'o 89’ | Marcatori | 78’ Mrwanda · 42’ Joseph · 45+2’ Mrwanda |

| Arbitro: | Koman Coulibaly |

|                                      |           |                                                                       |
| Dady 45+1’ Dady 56’ Marco Soares 77’ | Marcatori | 67’ Sophie · 20’ Labonte · 21’ Cundasami · 31’ Lemince · 48’ Marmitte |

### Quinto turno
| Arbitro: | Alfred Ndinya |

|               |           |                                                            |
| Marquette 13’ | Marcatori | 12’ Nsajigwa · 19’ Khalfan · 30’ 34’ Tegete · 26’ Namwandu |

| Arbitro: | Jean-Claude Labrosse |

|                        |           |                                              |
| Lito 39’ · Emerson 25’ | Marcatori | 51’ Emana · 65’ Tchoyi · 82’ Song · 48’ Song |

### Sesto turno
| Arbitro: | Jérôme Damon |

|                                                          |           |                                       |
| Iddy 5’ · Tegete 26’ · Ngassa 74’ · Swedi 60’ · Jabu 70’ | Marcatori | 34’ Semedo · 82’ Emerson · 84’ Semedo |

| Arbitro: | Mohamed Ould Lemghambodj |

|                                                       |           |            |
| Eto'o 47’ · 57’ 73’ Meyong Ze · 71’ Makoun · 77’ Kome | Marcatori | 69’ Collet |